# Harry Potter (série de filmes)
Harry Potter é uma série de filmes britânico-americana baseada na série de livros homônima da escritora J. K. Rowling. A série é distribuída pela Warner Bros. e consiste em oito filmes, iniciando com Harry Potter e a Pedra Filosofal (2001) e finalizando com Harry Potter e as Relíquias da Morte - Parte 2 (2011). Além dos oito filmes, a partir de 2016 mais cinco filmes serão lançados passados no mesmo universo, sob a chancela Mundo Bruxo de J. K. Rowling ("J. K. Rowling's Wizarding World"), começando por Animais Fantásticos e Onde Habitam. Uma das 20 Maiores série cinematográfica de maior bilheteria de todos os tempos, com US $9.1 bilhões em receitas em todo o mundo, perdendo o posto de primeiro e segundo lugar apenas para o Universo Cinematográfico Marvel e para Star Wars.
Todos os filmes se encontram na lista dos 100 filmes de maior bilheteria da história (em dólares e sem ajuste de inflação), sendo Harry Potter e as Relíquias da Morte - Parte 2 o filme da franquia que mais arrecadou nas bilheterias, ocupando o décimo terceiro no ranking mundial. As gravações iniciaram na Califórnia, nos estúdios de Hollywood. Apesar da escritora ser britânica, a saga cinematográfica de Harry Potter foi completamente produzida por Hollywood, com edições feitas na Califórnia e efeitos visuais produzidos pela indústria hollywoodiana.
A série foi produzida por David Heyman e tem Daniel Radcliffe, Rupert Grint e Emma Watson como os três personagens principais, Harry Potter, Rony Weasley e Hermione Granger, respectivamente, além de Eddie Redmayne que é o protagonista de Animais Fantásticos e Onde Habitam como Newt Scammander. Quatro diretores trabalharam na série: Chris Columbus, Alfonso Cuarón, Mike Newell e David Yates. A produção levou mais de dez anos para ser concluída, com o Arco de história principal seguindo a busca de Harry Potter para superar seu conflito com Lord Voldemort.
Harry Potter e as Relíquias da Morte, o sétimo e último livro da série, foi adaptado em dois filmes: a Parte 1 foi lançada em novembro de 2010 e a Parte 2 em julho de 2011. Daniel Radcliffe (Harry Potter), Rupert Grint (Rony Weasley), Emma Watson (Hermione Granger), Bonnie Wright (Gina Weasley), Robbie Coltrane (Rúbeo Hagrid), Alan Rickman (Severo Snape), Tom Felton (Draco Malfoy), Matthew Lewis (Neville Longbottom), Devon Murray (Simas Finnigan), Alfie Enoch (Dino Thomas), James Phelps (Fred Weasley), Oliver Phelps (Jorge Weasley), Geraldine Somerville (Lílian Potter) e Joshua Herdman (Gregório Goyle) atuaram em todos os filmes da série.

## Início

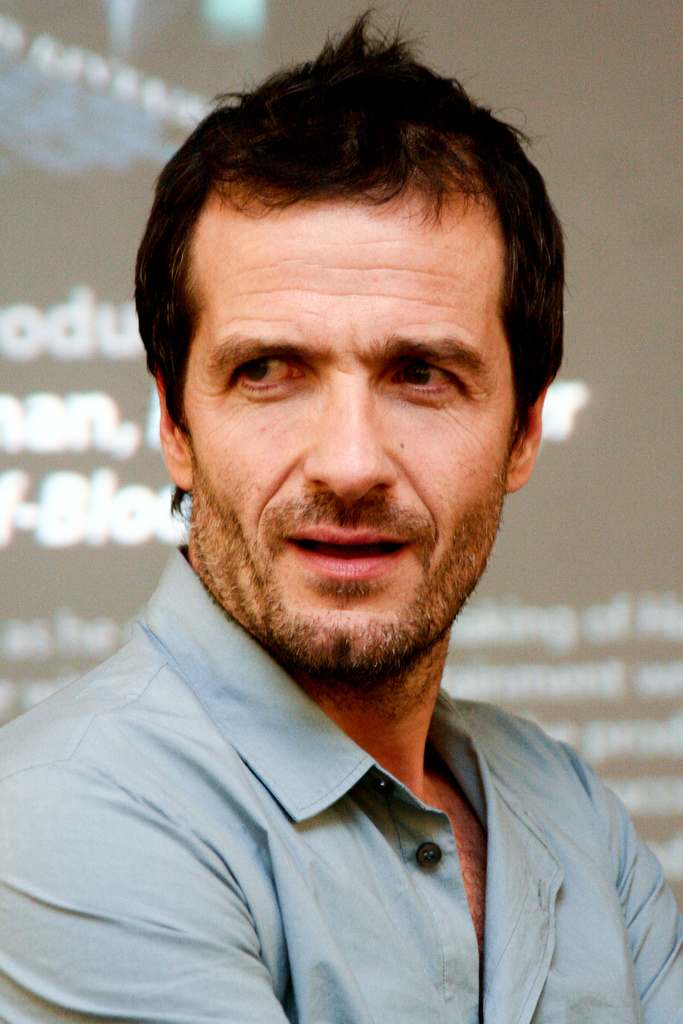
David Heyman

No final de 1997, o escritório do produtor de cinema David Heyman, de Londres, recebeu uma cópia do primeiro livro que se tornaria a série de sete livros de J. K. Rowling. O livro, Harry Potter e a Pedra Filosofal, foi enviado a uma estante de baixa prioridade, onde foi descoberto por um secretário que o leu e deu a Heyman com um comentário positivo. Consequentemente, Heyman, que inicialmente não gostou do título, leu o livro e ficou impressionado com o trabalho de Rowling, e começou o processo que levaria ao título de franquia de maior sucesso cinematográfico de todos os tempos.
Entusiasmado, Heyman vendeu o direito dos quatro primeiros livros de Harry Potter para a Warner Bros. em 1999, por £ 1.000.000 (US$ 2,000,000). Rowling pediu que o elenco principal deveria ser estritamente britânico, permitindo, no entanto, a inclusão de muitos atores irlandeses, como Richard Harris (Alvo Dumbledore nos 1º e 2º filmes), e a fundição de franceses e orientais europeus em Harry Potter e o Cálice de Fogo, onde personagens do livro são especificados como tal. A autora estava hesitante em vender os direitos, porque ela "não queria dar-lhes o controle sobre o resto da história".
Embora Steven Spielberg fosse inicialmente negociado para dirigir o primeiro filme, ele recusou a oferta. Spielberg queria que a adaptação fosse um filme de animação, com o ator americano Haley Joel Osment para fornecer a voz de Harry Potter. Spielberg afirmou que, em sua opinião, não havia qualquer expectativa de lucro em fazer o filme. "É apenas um slam dunk (expressão para "enterrar a bola"). É como retirar um bilhão de dólares e colocá-lo em suas contas bancárias pessoais. Não há desafio". Após Spielberg ser deixado de lado, começaram especulações com outros diretores, incluindo: Chris Columbus, Terry Gilliam, Jonathan Demme, Mike Newell, Alan Parker, Wolfgang Petersen, Rob Reiner, Tim Robbins, Brad Silberling, e Peter Weir. Petersen e Reiner foram tirados da corrida em março de 2000. Em seguida, a lista foi reduzida a Silberling, Columbus, Parker e Gilliam. A primeira escolha de Rowling foi Terry Gilliam, no entanto, em 28 de março de 2000, Columbus foi contratado como diretor do filme, com a Warner Bros. citando seu trabalho em filmes de família, tais como Home Alone e Mrs. Doubtfire como influências para a sua decisão.

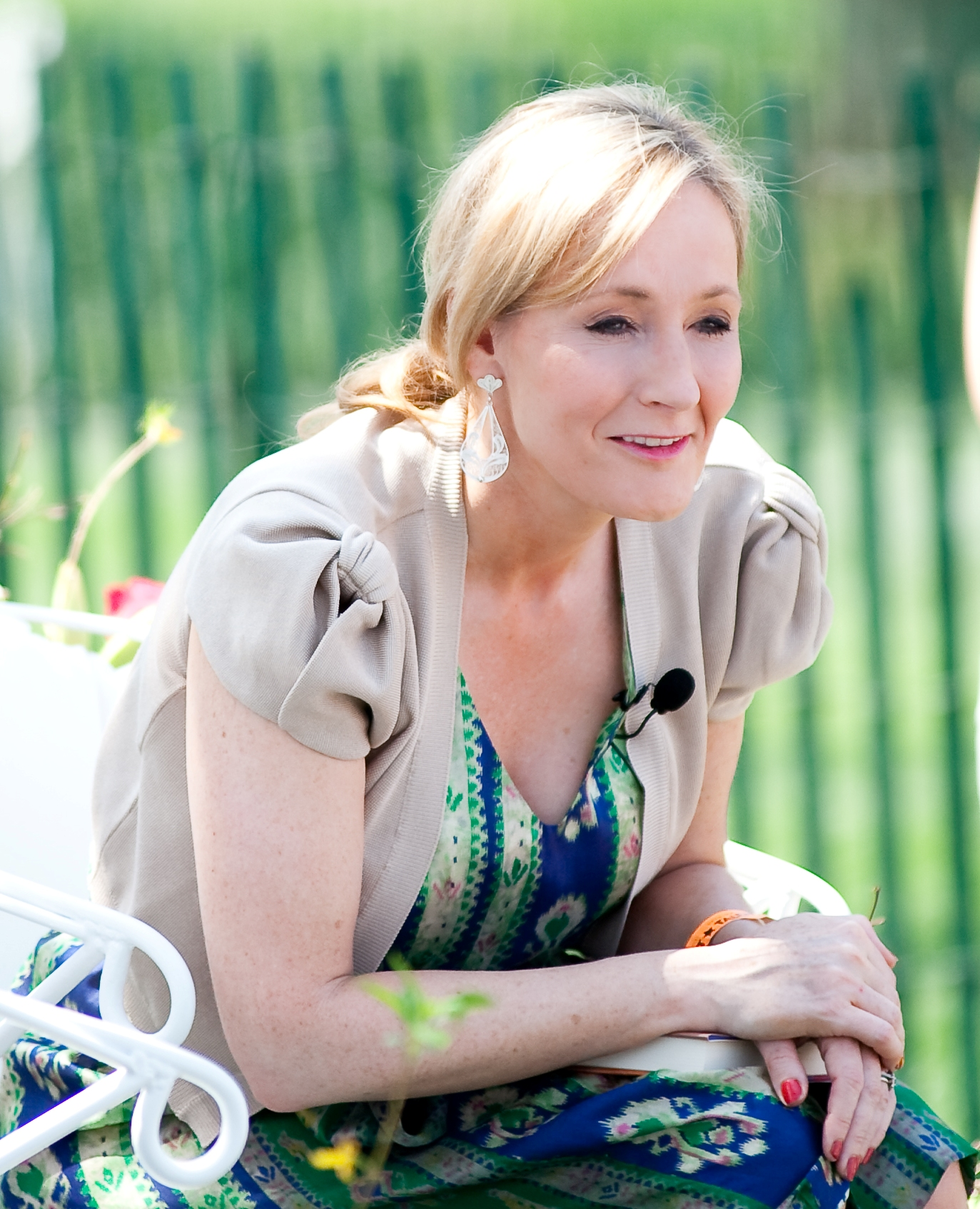
J. K. Rowling, criadora da série literária

Steven Kloves foi escolhido para escrever o roteiro do primeiro filme, e classificou a adaptação do livro como "difícil". Kloves foi enviado a várias sinopses de livros propostos como adaptações para o cinema, mas Harry Potter foi o único que "saltou" para ele. Ele saiu para comprar o livro e tornou-se um fã imediato. Ao falar com a Warner Bros. afirmou que o filme tinha de ser britânico, e tinha de ser fiel aos personagens. David Heyman foi confirmado para produzir o filme e Rowling teve um grande controle criativo para o filme, já que que Colombo não se importava. A Warner Bros. tinha inicialmente planejado lançar o primeiro filme em 4 de julho de 2001. Eventualmente, devido a limitações de tempo, a data foi adiada para 16 de novembro de 2001.

### Lançando os papéis de Harry, Rony e Hermione

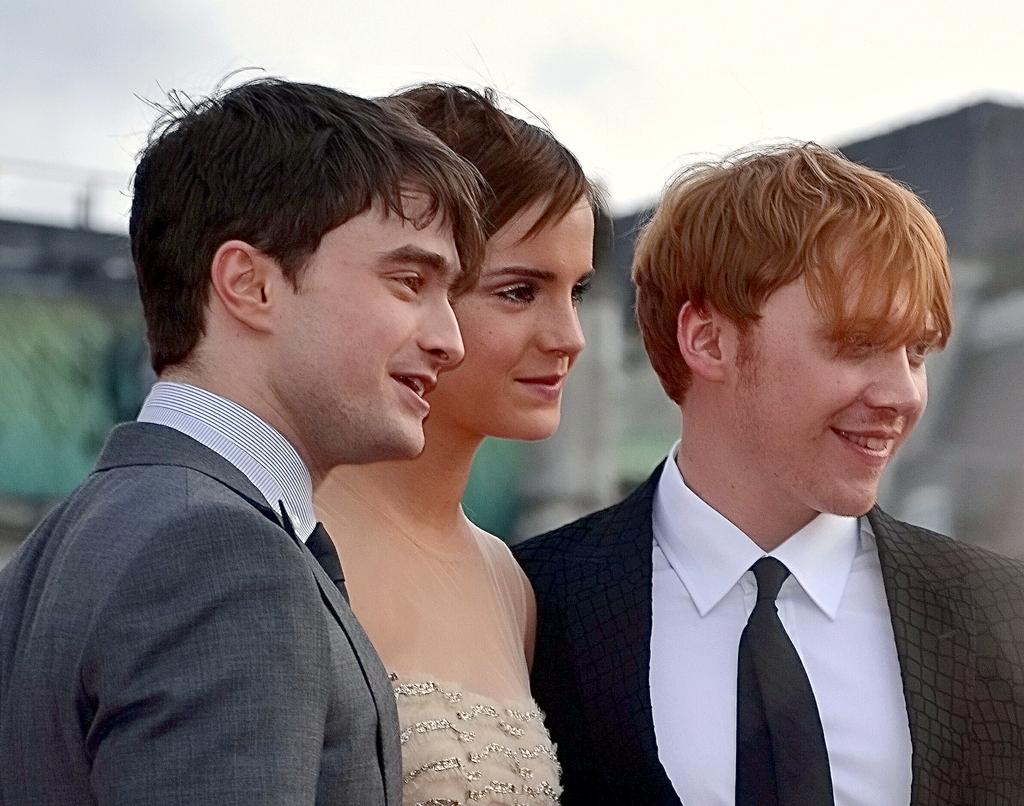
Daniel Radcliffe, Emma Watson e Rupert Grint na première de Harry Potter e as Relíquias da Morte: Parte 2 em Londres.

Em 2000, após uma busca de sete meses, o ator principal, Daniel Radcliffe foi descoberto pelo produtor David Heyman e pelo escritor Steven Kloves em um teatro. Nas próprias palavras de Heyman, "sentado atrás de mim estava este menino com esses grandes olhos azuis. Era Dan Radcliffe. Lembro-me das minhas primeiras impressões: ele estava curioso e engraçado e tão energético. Houve generosidade real também, e doçura."
Radcliffe já havia se estabelecido como um ator em 1999 na produção da BBC "David Copperfield", como a versão infantil do papel-título. Heyman convenceu os pais de Radcliffe a permiti-lo para a audição do papel de Harry Potter, que envolvia filmagens (Este filme-teste foi liberado ao público em 2009). Rowling estava entusiasmada depois de ver o teste de Radcliffe, dizendo que não achava que poderia ter melhor escolha para o papel de Harry Potter.)
Também em 2000, os então desconhecidos atores Rupert Grint e Emma Watson foram selecionados entre milhares de crianças para desempenhar os papeis de Ronald Weasley e Hermione Granger, respetivamente. Antes de serem escolhidos, as únicas experiências anteriores foram atuando em peças escolares. Grint tinha 11 anos e Watson 10 no momento em que foram escolhidos.

## Produção
As filmagens da série começaram no Leavesden Studios, em setembro de 2000 e terminaram em dezembro de 2010, com a pós-produção do filme final durando até o verão de 2011. O Leavesden Studios foi a principal base para as filmagens de Harry Potter e foi aberto ao público em 2012 (renomeado como Warner Bros. Studios, Leavesden).
| Filme                 | Data de lançamento     | Diretor(es)    | Roteirista(s)                | Produtor(es)                                                         |
| --------------------- | ---------------------- | -------------- | ---------------------------- | -------------------------------------------------------------------- |
| Harry Potter 1        | 16 de novembro de 2001 | Chris Columbus | Steve Kloves                 | David Heyman                                                         |
| Harry Potter 2        | 15 de novembro de 2002 | Chris Columbus | Steve Kloves                 | David Heyman                                                         |
| Harry Potter 3        | 31 de maio de 2004     | Alfonso Cuarón | Steve Kloves                 | David Heyman, Chris Columbus e Mark Radcliffe                        |
| Harry Potter 4        | 18 de novembro de 2005 | Mike Newell    | Steve Kloves                 | David Heyman                                                         |
| Harry Potter 5        | 11 de julho de 2007    | David Yates    | Michael Goldenberg           | David Heyman e David Barron                                          |
| Harry Potter 6        | 15 de julho de 2009    | David Yates    | Steve Kloves                 | David Heyman e David Barron                                          |
| Harry Potter 7        | 19 de novembro de 2010 | David Yates    | Steve Kloves                 | David Heyman, David Barron e J. K. Rowling                           |
| Harry Potter 8        | 15 de julho de 2011    | David Yates    | Steve Kloves                 | David Heyman, David Barron e J. K. Rowling                           |
| Animais Fantásticos 1 | 18 de novembro de 2016 | David Yates    | J. K. Rowling                | David Heyman, J. K. Rowling, Steve Kloves e Lionel Wigram            |
| Animais Fantásticos 2 | 16 de novembro de 2018 | David Yates    | J. K. Rowling                | David Heyman, J. K. Rowling, Steve Kloves e Lionel Wigram            |
| Animais Fantásticos 3 | 15 de abril de 2022    | David Yates    | J. K. Rowling e Steve Kloves | David Heyman, J. K. Rowling, Steve Kloves, Lionel Wigram e Tim Lewis |
| Animais Fantásticos 4 | TBA                    | David Yates    | J. K. Rowling e Steve Kloves | David Heyman, J. K. Rowling, Steve Kloves, Lionel Wigram e Tim Lewis |
| Animais Fantásticos 5 | TBA                    | David Yates    | J. K. Rowling e Steve Kloves | David Heyman, J. K. Rowling, Steve Kloves, Lionel Wigram e Tim Lewis |

David Heyman produziu todos os filmes da série, enquanto David Barron entrou para a série como produtor executivo em Câmara Secreta e Cálice de Fogo. Mais tarde ele foi nomeado produtor nas últimos três adaptações. Chris Columbus foi produtor executivo dos dois primeiros filmes ao lado de Mark Radcliffe e Michael Barnathan, mas tornou-se produtor do terceiro filme ao lado de Heyman e Radcliffe. Produtores executivos incluem Tanya Seghatchian e Lionel Wigram. J. K. Rowling, autora da série, foi convidada a ser produtora em Cálice de Fogo, mas recusou. No entanto, ela aceitou o papel nas duas partes de Relíquias da Morte. O sexto filme da série, Enigma do Príncipe, foi o filme mais caro produzido a partir de 2009. A Warner Bros. dividiu o sétimo e último livro da série, Relíquias da Morte, em duas partes para o cinema. As duas partes foram filmadas simultaneamente entre o início de 2009 e o verão de 2010, com a realização de algumas filmagens em 21 de dezembro de 2010; data esta que marcou o fim das filmagens de Harry Potter. Heyman afirmou que Relíquias da Morte "foi filmado como um filme", mas foi liberado em dois longas.
Tim Burke, supervisor de efeitos visuais da série, disse que a produção de Harry Potter, "foi esta grande família, eu acho que havia mais de 700 pessoas que trabalham em Leavesden, uma indústria em si." David Heyman disse: "Quando o primeiro filme estreou, de maneira nenhuma eu achei que faria oito filmes. Isso não parecia possível, até depois que tínhamos feito o quarto." Nisha Parti, o consultor de produção no primeiro filme, disse que Heyman "fez o primeiro filme muito do jeito que o estúdio [Warner Bros.] queria", mas após o sucesso do filme, foi dado a ele "mais liberdade".

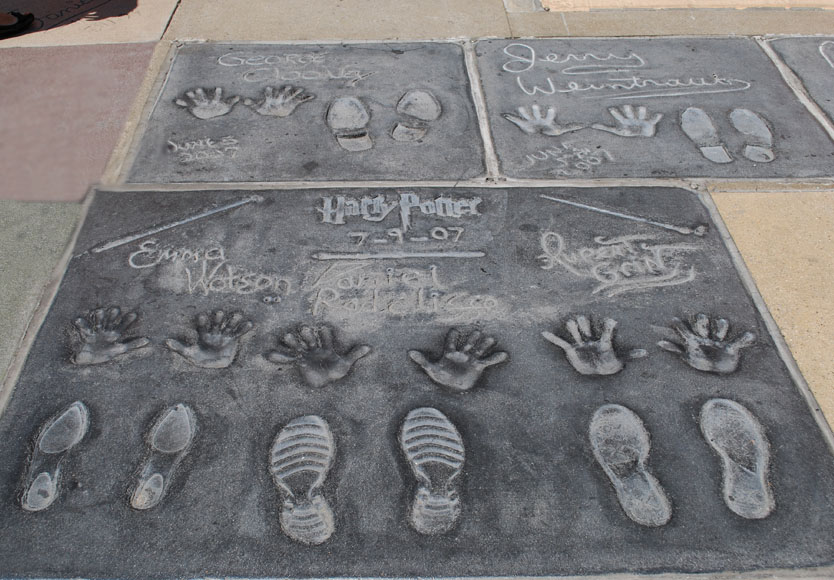
Mãos, pés e varinhas de Emma e seus companheiros protagonistas de Harry Potter, no Grauman's Chineese Theatre.

Um dos objetivos dos cineastas a partir do início da produção foi o de desenvolver a maturidade dos filmes. Chris Columbus afirmou: "Nós percebemos que esses filmes se tornam progressivamente mais escuros. Novamente, não sabíamos o quanto escuro, mas percebemos que, como as crianças crescem, os filmes ficam um pouco mais ousados e mais darker". Isso ocorreu com os seguintes três diretores que iriam trabalhar na série, nos anos seguintes, com os filmes começam a lidar com questões como a morte, traição, preconceito e corrupção política.

### Trilha sonora
A série Harry Potter teve cinco compositores. John Williams foi o primeiro compositor a entrar na série e é conhecido por criar o "Hedwig's Theme", que é ouvida no início de cada filme. Williams assinou os três primeiros filmes: Pedra Filosofal, Câmara Secreta e Prisioneiro de Azkaban.
Depois que Williams deixou a série para perseguir com outros projetos, Patrick Doyle ficou com a quarta trilha, Cálice de Fogo, que foi dirigido por Mike Newell, com quem já havia trabalhado anteriormente. Em 2006, Nicholas Hooper começou a trabalhar na trilha sonora de Ordem da Fênix, reunindo com o velho amigo, o diretor David Yates. Hooper também compôs a trilha sonora de Enigma do Príncipe, mas decidiu não voltar para os filmes finais. Em janeiro de 2010, Alexandre Desplat foi confirmado para compor as trilhas de Harry Potter e as Relíquias da Morte: Parte 1 e Parte 2, em 2011.
O diretor David Yates afirmou que ele queria que John Williams retornasse à série para a versão final, mas os horários não alinharam devido à demanda urgente de um corte brusco do filme, mais cedo do que era possível. As últimas sessões de gravação de Harry Potter tiveram lugar em 27 de maio de 2011 no Abbey Road Studios com a Orquestra Sinfônica de Londres.
Já em Animais Fantásticos e Onde Habitam, James Newton Howard foi o responsável pela trilha sonora que foi indicada para Melhor Som no BAFTA e Melhor Música no Prêmio Saturno.

## Elenco
| Cor e Significado                                                                                     |
| --- |
| Células em verde representam que tal ator/personagem foi creditado num papel principal "Estrelando"   |
| Células em Vermalho indicam que tal ator/personagem foi creditado para um papel de Apoio "Recorrente" |
| Células em Azul indicam que tal ator/personagem foi creditado com um papel pequeno                    |
| Células em Amarelo indicam teve apenas a voz de tal ator/personagem                                   |
| Células rosas indicam que tal ator não foi creditado ou apareceu em stand-in                          |
| Células em cinza indicam que tal ator não participou do respectiva filme                              |

| Personagens         | Filmes de Harry Potter (2001-2011) | Filmes de Animais Fantásticos (2016-presente) |
| ------------------- | ---------------------------------- | --------------------------------------------- |
| Harry Potter        | Daniel Radcliffe                   |                                               |
| Hermione Granger    | Emma Watson                        |                                               |
| Rony Weasley        | Rupert Grint                       |                                               |
| Draco Malfoy        | Tom Felton                         |                                               |
| Neville Longbottom  | Matthew Lewis                      |                                               |
| Rúbeo Hagrid        | Robbie Coltrane                    |                                               |
| Severo Snape        | Alan Rickman                       |                                               |
| Alvo Dumbledore     | Richard Harris Michael Gambon      | Jude Law                                      |
| Alvo Dumbledore     | Toby Regbo                         |                                               |
| Gerardo Grindelwald | Michael Byrne                      | Colin Farrell Johnny Depp Mads Mikkelsen      |
| Gerardo Grindelwald | Jamie Campbell Bower               |                                               |
| Minerva McGonagall  | Maggie Smith                       | Fiona Glascott                                |
| Newt Scamander      | Aparece em uma imagem              | Eddie Redmayne                                |
| Newt Scamander      | Aparece em uma imagem              | Joshua Shea                                   |

## História em ordem cronológica

#### Animais Fantásticos e Onde Habitam(2016)
Baseado no livro Animais Fantásticos e Onde Habitam, lançado em 2001, o filme é o começo das aventuras do escritor fictício Newt Scamander, interpretado por Eddie Redmayne, que setenta anos antes da saga de Harry Potter, enfrentou e conheceu inúmeras criaturas para escrever um livro acadêmico sobre o assunto. O primeiro filme, Fantastic Beasts and Where to Find Them, é o primeiro passado fora do Reino Unido, com a história tendo Scamander viajando para os Estados Unidos durante a Grande Depressão.

#### Animais Fantásticos: Os Crimes de Grindelwald(2018)
Seguindo a saga de cinco filmes desenvolvida sobre a história do autor fictício de Animais Fantásticos e Onde Habitam, lançado em 2001 por J. K. Rowling, o segundo filme acompanha Newt Scamander e Alvo Dumbledore na tentativa de impedir os planos Gerardo Grindelwald, que segue para Paris após fugir da prisão bruxa. Em três semanas o filme superou a marca de US$ 500 milhões em bilheteria, sendo a menor da franquia até o momento.
Animais Fantásticos: Os Segredos de Dumbledore (2022)
O terceiro filme da saga Animais Fantásticos acompanha Alvo Dumbledore encarrega a Newt Scamander e seus amigos uma missão que leva a um confronto com o exército de Grindelwald. O filme se situa na década de 1930 e leva ao envolvimento do Mundo Mágico na Segunda Guerra Mundial. Ele explora as comunidades mágicas no Butão, Alemanha e China, além de locais previamente estabelecidos, incluindo Estados Unidos e Reino Unido.   Teve uma bilheteria total de US$ 365 milhões, sendo a menor do Wizarding World.

#### Harry Potter e a Pedra Filosofal(2001)
Harry Potter é um rapaz aparentemente normal que mora com seus terríveis tios trouxas (pessoas não-mágicas), os Dursley, em Surrey, um subúrbio localizado em Londres. No seu 11º aniversário descobre, através de um misterioso homem chamado Rúbeo Hagrid, que ele é, na verdade, um bruxo. Ele também acaba por descobrir que é muito famoso no mundo mágico por ser aquele a quem todos chamam de "O menino que sobreviveu", já que ele foi a única pessoa no mundo que sobreviveu ao ataque do terrível bruxo Voldemort, e isso quando ele era apenas um bebê. Hagrid conta a Harry que ele foi aceito na Escola de Magia e Bruxaria de Hogwarts, e que deve escolher se quer ficar com os Dursley ou ir para a escola. Já no Expresso de Hogwarts, Harry conhece Rony Weasley e Hermione Granger, e juntos descobrem sobre a Pedra Filosofal, que produz o Elixir da Vida.[carece de fontes?]

#### Harry Potter e a Câmara Secreta(2002)
Depois de férias aborrecidas na casa dos tios trouxas, está na hora de Harry Potter voltar a estudar. Um elfo doméstico, Dobby, chega a seu encontro para alertá-lo a não voltar, pois correrá grandes perigos se voltar para Hogwarts. Coisas estranhas acontecem, no entanto, para dificultar o regresso de Harry. Persistente e astuto, nosso herói não se deixa intimidar pelos obstáculos e, com a ajuda de seus fiéis amigos, começa o ano letivo na Escola de Magia e Bruxaria de Hogwarts. As novidades não são poucas, e Harry descobre mais sobre seu misterioso passado e sobre o do seu grande inimigo, Lord Voldemort.[carece de fontes?]

#### Harry Potter e o Prisioneiro de Azkaban(2004)
O terceiro ano na Escola de Magia e Bruxaria de Hogwarts se aproxima. Porém, o assassino Sirius Black (Gary Oldman) fugiu da prisão de Azkaban e tudo indica que ele está atrás de Harry. Para proteger Hogwarts são enviados Dementadores, estranhos seres que sugam a energia vital de quem se aproxima deles. Enquanto ocorrem acontecimentos estranhos, Harry vai descobrindo um pouco mais de sua vida.[carece de fontes?]

#### Harry Potter e o Cálice de Fogo(2005)
Durante o quarto ano de Harry, a Marca Negra aparece no céu após um ataque dos Comensais da Morte na Copa Mundial de Quadribol, e Hogwarts é anfitriã de um evento lendário: o Torneio Tribruxo. Três escolas europeias participam do torneio, com três "campeões" representantes de cada escola nas tarefas mortais. O Cálice de Fogo escolhe Fleur Delacour, Vítor Krum e Cedrico Diggory para competir uns contra os outros. No entanto, curiosamente, o nome de Harry também é produzido a partir do Cálice e faz dele um quarto campeão, resultando em um encontro e renascimento de Lord Voldemort.[carece de fontes?]

#### Harry Potter e a Ordem da Fênix(2007)
O quinto ano de Harry começa com um ataque de dementadores em Little Whinging. Mais tarde, ele descobre que o Ministério da Magia nega o retorno de Lord Voldemort, além de ser atormentado por pesadelos perturbadores e realistas, enquanto a Professora Umbridge, uma representante do Ministro da Magia, Cornélio Fudge, toma o cargo de Defesa Contra as Artes das Trevas. Harry se torna consciente de que Voldemort está atrás de uma profecia que revela: "nenhum poderá viver enquanto o outro sobreviver". Portanto, começa a rebelião envolvendo os alunos de Hogwarts, a organização secreta Ordem da Fênix, o Ministério da Magia, e os Comensais da Morte.[carece de fontes?]

#### Harry Potter e o Enigma do Príncipe(2009)
No sexto ano de Harry em Hogwarts, Lord Voldemort e seus Comensais da Morte estão aumentando seu terror nos mundos bruxo e trouxa. O diretor Alvo Dumbledore convence seu velho amigo Horácio Slughorn para retornar a Hogwarts como professor de poções. Há uma razão mais importante, no entanto, para a volta de Slughorn. Harry encontra um livro escolar estranhamente anotado, inscrito "Propriedade do Príncipe Mestiço". Draco Malfoy se esforça para realizar uma ação destinada por Voldemort, enquanto Dumbledore e Harry secretamente trabalham juntos a fim de descobrir o método para destruir o Lorde das Trevas uma vez por todas.[carece de fontes?]

#### Harry Potter e as Relíquias da Morte: Parte 1(2010)
Depois de eventos inesperados no final do ano anterior, Harry, Rony e Hermione são confiados a uma missão para encontrar e destruir as Horcruxes de Voldemort. Deveria ser o último ano em Hogwarts, mas o colapso do Ministério da Magia e ascensão de Voldemort ao poder os impede de participar. Eles descobrem o real significado das Relíquias da Morte, que são, a Capa da Invisibilidade, a Pedra da Ressurreição e a Varinha das Varinhas. O trio passa por uma longa aventura, com muitos obstáculos em seu caminho, incluindo os Comensais da Morte, os Sequestradores, as misteriosas Relíquias da Morte e a conexão de Harry com a mente do Lorde das Trevas se tornando cada vez mais forte.[carece de fontes?]

#### Harry Potter e as Relíquias da Morte: Parte 2(2011)
Depois de destruir mais uma das Horcruxes (o Medalhão de Sonserina) e descobrir o significado das três Relíquias da Morte, Harry, Rony e Hermione continuam a procurar as outras Horcruxes em uma tentativa de liquidar Voldemort, que já obteve a Varinha das Varinhas. O Lorde das Trevas descobre a caça de Harry e lança um ataque contra a escola de Hogwarts, onde começa uma batalha contra as forças das trevas que ameaçam livrar o Mundo Mágico para alcançar o domínio dos puro-sangue.[carece de fontes?]

## Lançamento

### Originais

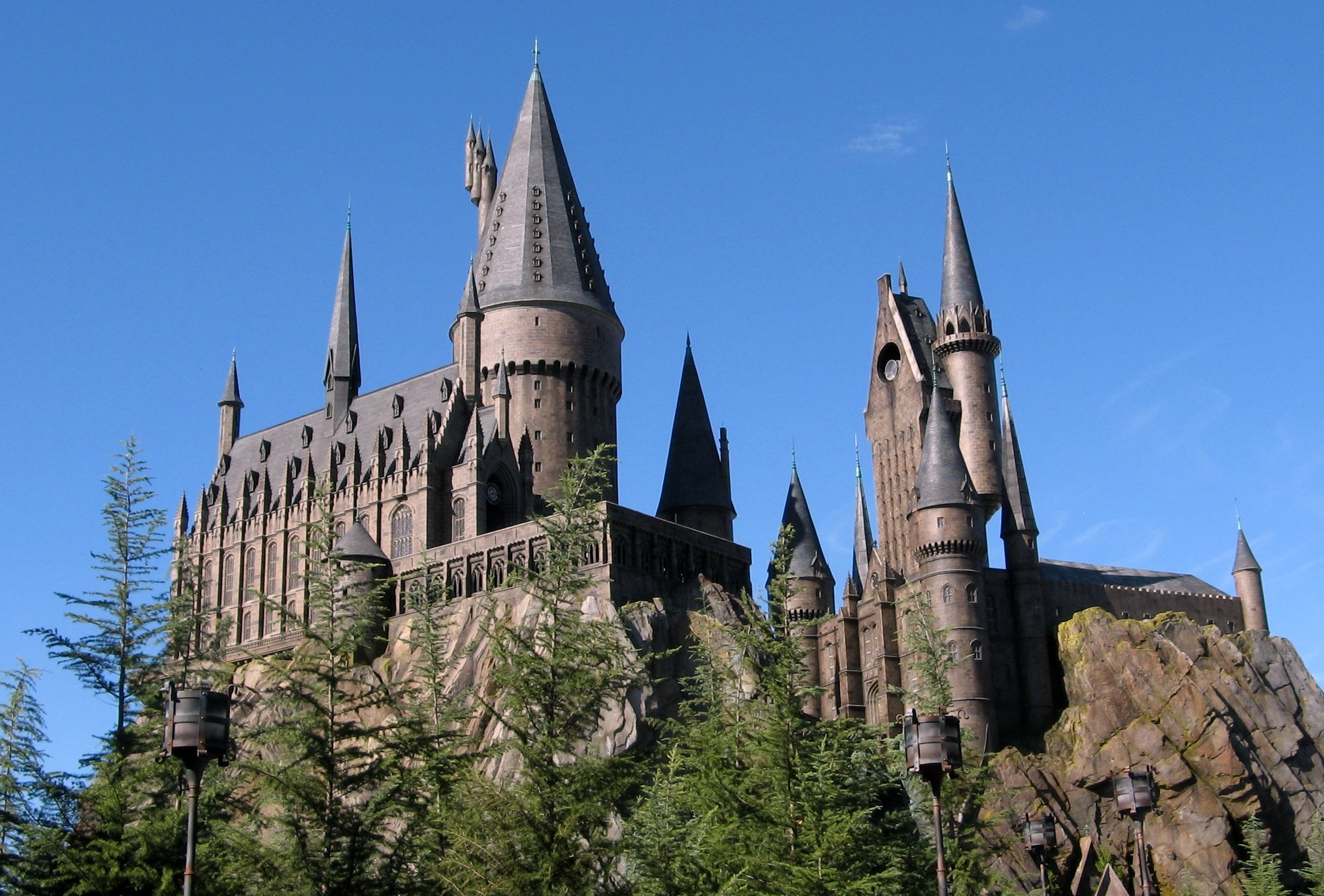
Modelo do castelo de Hogwarts no parque temático The Wizarding World of Harry Potter, em Orlando, Flórida, Estados Unidos.

Os direitos dos primeiros quatro livros da série foram vendidos para a Warner Bros. por J. K. Rowling. Após o lançamento do quarto livro em julho de 2000, o primeiro filme, Harry Potter e a Pedra Filosofal, foi lançado em 16 de novembro de 2001. O filme arrecadou US$ 90 milhões apenas nos Estados Unidos que estabeleceu um recorde mundial de abertura. As seguintes três adaptações cinematográficas seguiram o exemplo do sucesso financeiro, conquistando críticas positivas de fãs e críticos renomados. O quinto filme, Harry Potter e a Ordem da Fênix foi lançado pela Warner Bros. em 11 de julho de 2007, em países de língua inglesa, com exceção do Reino Unido e da Irlanda, que lançaram o filme em 12 de julho. O sexto, Harry Potter e o Enigma do Príncipe, foi lançado em 15 de julho de 2009 à aclamação da crítica e terminou sua temporada teatral classificado como o segundo filme de maior bilheteria em 2009 em todo o mundo. O último livro, Harry Potter e as Relíquias da Morte, foi dividido em duas partes cinematográficas: a Parte 1 foi lançada em 19 de novembro de 2010 e a Parte 2 foi lançada em 15 de julho de 2011 (10 anos após o 1º longa). A Parte 1 foi originalmente programada para ser lançada em 3D e 2D, mas devido a um atraso no processo de conversão 3D, a Warner Bros lançou o filme nos cinemas apenas em 2D e IMAX. No entanto, a Parte 2 foi lançada nos cinemas em 2D e 3D, como originalmente planejado.

### Relançamento comemorativo
Em novembro de 2021, foi anunciado que toda a franquia será relançada no Brasil nos cinemas, também foi anunciado uma edição especial do primeiro filme no HBO Max.
Em Salvador, na Bahia, a estreia do primeiro filme estava impedida devido a um decreto anterior que proibia o uso de óculos 3D devido a pandemia de COVID-19, após a pressão dos fãs, o prefeito Bruno Reis revogou o decreto.

## Recepção
Todos os filmes foram um sucesso tanto de bilheteria como de crítica, fazendo da saga uma das principais franquias de Hollywood, tal como James Bond, Star Wars, Indiana Jones e Piratas do Caribe. A saga é aclamada pelo público pelo visual mais sombrio e maduro à medida que cada filme foi lançado. No entanto, as opiniões dos filmes geralmente são divididas pelos fãs dos livros, com alguns preferindo mais a abordagem fiel nos dois primeiros filmes, e outros que preferem a abordagem mais estilizada dos filmes posteriores. J. K. Rowling vem constantemente se mostrando favorável dos filmes, e avaliando Relíquias da Morte como seu favorito na série. Ela escreveu em seu site as mudanças na transição livro/filme, "É simplesmente impossível incorporar cada uma das minhas histórias em filmes de quatro horas de duração. Obviamente filmes têm restrições - romances não tem restrições de tempo e orçamento, eu posso criar efeitos deslumbrantes do nada, mas a interação de minha autoria e imaginação dos meus leitores".

### Crítica
| Filme                                          | Rotten Tomatoes       | Metacritic       | CinemaScore |
| ---------------------------------------------- | --------------------- | ---------------- | ----------- |
| Harry Potter e a Pedra Filosofal               | 81% (200 Comentários) | 64 (36 Críticos) | A           |
| Harry Potter e a Câmara Secreta                | 82% (238 Comentários) | 63 (35 Críticos) | A+          |
| Harry Potter e o Prisioneiro de Azkaban        | 90% (260 Comentários) | 82 (40 Críticos) | A           |
| Harry Potter e o Cálice de Fogo                | 88% (256 Comentários) | 81 (38 Críticos) | A           |
| Harry Potter e a Ordem da Fênix                | 77% (257 Comentários) | 71 (37 Críticos) | A−          |
| Harry Potter e o Enigma do Príncipe            | 84% (280 Comentários) | 78 (36 Críticos) | A−          |
| Harry Potter e as Relíquias da Morte - Parte 1 | 77% (288 Comentários) | 65 (42 Críticos) | A           |
| Harry Potter e as Relíquias da Morte - Parte 2 | 96% (332 Comentários) | 87 (41 Críticos) | A           |
| Animais Fantásticos e Onde Habitam             | 74% (347 Comentários) | 66 (50 Críticos) | A           |
| Animais Fantásticos: Os Crimes de Grindelwald  | 36% (334 Comentários) | 52 (48 Críticos) | B+          |
| Animais Fantásticos: OS Segredos de Dumbledore | 46% (231 Comentários) | 47 (49 Críticos) | B+          |

## Prêmios e indicações
Durante a 64ª edição dos Prêmios da Academia Britânica de Cinema (BAFTA) em fevereiro de 2011, J.K. Rowling, David Heyman, David Barron, David Yates, Alfonso Cuarón, Mike Newell, Rupert Grint e Emma Watson receberam o Prêmio Michael Balcon de Contribuição ao Cinema Britânico na categoria série. Seis dos oito filmes da saga foram nomeados 12 vezes aos Academy Awards (Óscar), mas não receberam nenhuma estatueta. Animais Fantásticos, por outro lado, venceu o primeiro prêmio dado a um filme da série.
| Filme                                          | Awards (IMDb) Todas as Vitórias e Indicações Recebidas | Awards (IMDb) Todas as Vitórias e Indicações Recebidas | Ref.   |

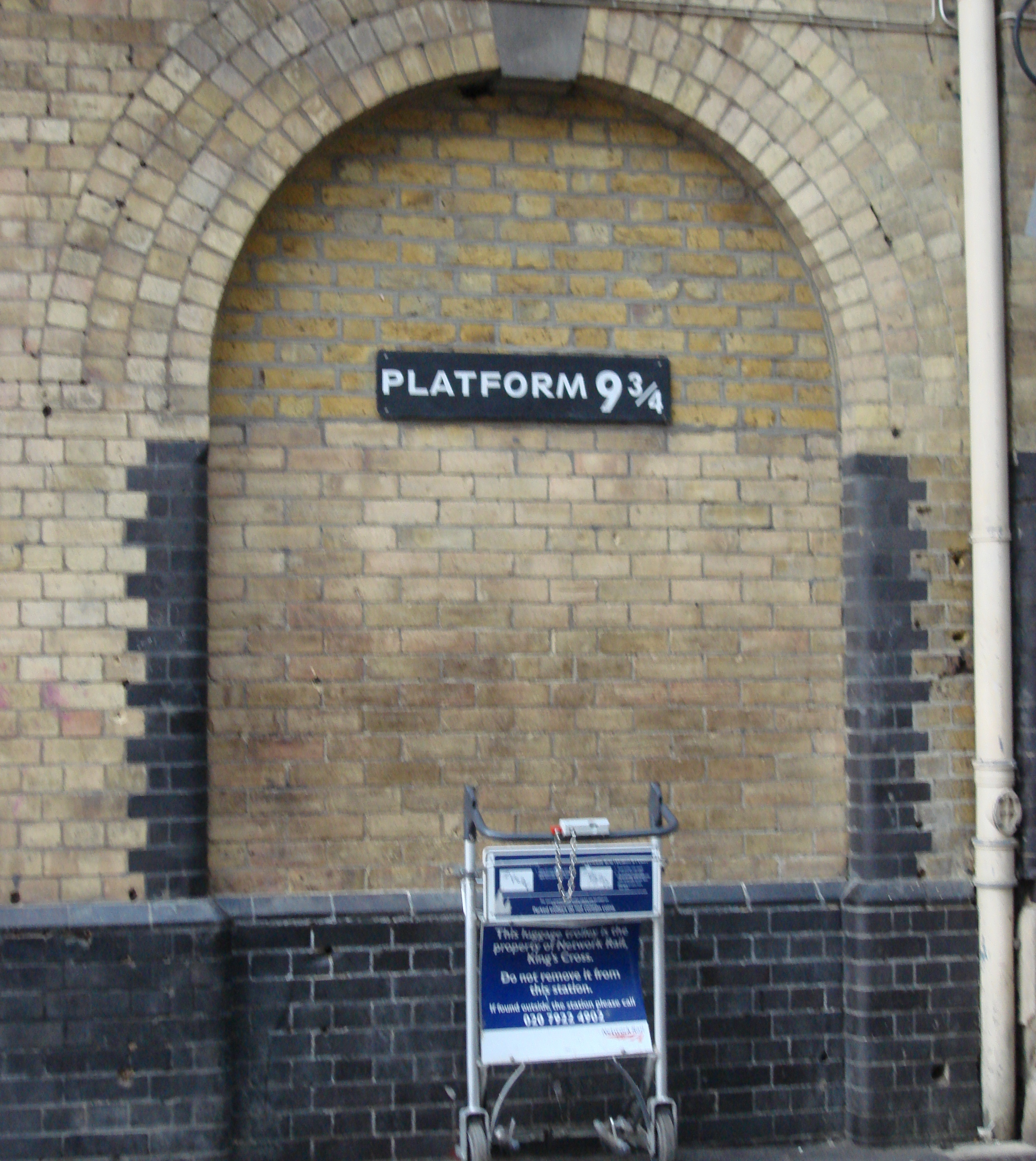
Pelo sucesso de Harry Potter, uma placa de Plataforma 9 3/4 foi colocada na King's Cross real, em Londres.

| Filme                                          | Vitórias                                               | Indicações                                             | Ref.   |
| ---------------------------------------------- | ------------------------------------------------------ | ------------------------------------------------------ | ------ |
| Harry Potter e a Pedra Filosofal               | 17                                                     | 67 (3 Oscars & 8 BAFTA Awards)                         | [ 25 ] |
| Harry Potter e a Câmara Secreta                | 13 (1 BAFTA Awards)                                    | 46 (4 BAFTA Awards)                                    | [ 26 ] |
| Harry Potter e o Prisioneiro de Azkaban        | 17 (2 BAFTA Awards)                                    | 53 (2 Oscars & 4 BAFTA Awards)                         | [ 27 ] |
| Harry Potter e o Cálice de Fogo                | 13 (1 BAFTA Awards)                                    | 43 (1 Oscar & 2 BAFTA Awards)                          | [ 28 ] |
| Harry Potter e a Ordem da Fênix                | 14                                                     | 42 (2 BAFTA Awards)                                    | [ 29 ] |
| Harry Potter e o Enigma do Príncipe            | 8                                                      | 36 (1 Oscar & 2 BAFTA Awards)                          | [ 30 ] |
| Harry Potter e as Relíquias da Morte – Parte 1 | 15                                                     | 55 (2 Oscars & BAFTA Awards)                           | [ 31 ] |
| Harry Potter e as Relíquias da Morte – Parte 2 | 45 (2 BAFTA Awards)                                    | 94 (3 Oscars & 3 BAFTA Awards)                         | [ 32 ] |
| Animais Fantásticos e Onde Habitam             | 15 (1 Oscar & 1 BAFTA Awards)                          | 52 (1 Oscar & 4 BAFTA Awards)                          | [ 33 ] |
| Animais Fantásticos: Os Crimes de Grindelwald  | 2                                                      | 5 (2 BAFTA Awards)                                     | [ 34 ] |
| Total                                          | 159                                                    | 493                                                    |        |

### Harry Potter e a Pedra Filosofal
Harry Potter e a Pedra Filosofal recebeu sete indicações ao BAFTA, incluindo Melhor Filme Britânico e Melhor Ator Coadjuvante por Robbie Coltrane. O filme também foi indicado a oito Prêmios Saturno e ganhou em costumes design. Também foi nomeado para Art Directors Guild Awards por seu design de produção e recebeu o Prêmio Broadcast Film Critics de Melhor Filme Live Action Família junto com duas outras nomeações.

### Harry Potter e a Câmara Secreta
Harry Potter e a Câmara Secreta ganhou o prêmio de Melhor Filme Live Action Família na Sociedade de Críticos de Cinema de Phoenix. Foi indicado para sete Saturn Awards, incluindo Melhor Diretor e Melhor Filme de Fantasia. O filme foi indicado para quatro prêmios BAFTA e um Grammy por John Williams.

### Harry Potter e o Prisioneiro de Azkaban
Harry Potter e o Prisioneiro de Azkaban ganhou o Prêmio do Público no BAFTA Awards, bem como Melhor Longa-Metragem. O filme também ganhou um prêmio BMI Film Music além de ser nomeado para os Grammys, Visual Effect Society Awards e Amanda Awards.

### Harry Potter e o Cálice de Fogo
Harry Potter e o Cálice de Fogo ganhou um prêmio BAFTA de Melhor Design de Produção, além de ser indicado ao Prêmio Saturno, aos Prêmios Critics' Choice Movie e Visual Effect Society Awards.

### Harry Potter e a Ordem da Fênix
Harry Potter e a Ordem da Fênix recebeu três prêmios na edição inaugural da ITV National Movie Awards. Nos Empire Awards, David Yates ganhou Melhor Diretor. O compositor Nicholas Hooper recebeu uma indicação para o Prêmio Discovery World Soundtrack. O filme foi nomeado para os Prêmios BAFTA, mas não ganhou de Melhor Design de Produção ou Melhores Efeitos Visuais.

### Harry Potter e o Enigma do Príncipe
Harry Potter e o Enigma do Príncipe foi nomeado para os Prémios BAFTA em Design de Produção e Efeitos Visuais, além de várias outras categorias, incluindo Melhor Ator Coadjuvante para Alan Rickman. Entre outras nomeações e vitórias, o filme também alcançou Melhor Filme de Família no National Movie Awards, bem como Melhor Filme Live Action Família na Sociedade de Críticos de Cinema de Phoenix, ao longo com sendo nomeado para Melhor Filme nos Satellite Awards.

### Harry Potter e as Relíquias da Morte: Parte 1
Harry Potter e as Relíquias da Morte: Parte 1 recebeu duas indicações no Prêmio BAFTA de Melhor Maquiagem e Cabelo e Melhores Efeitos Visuais, e teve as mesmas categorias no Broadcast Film Critics Association Awards. A cinematografia de Eduardo Serra e a produção e Design de Stuart Craig também foram indicados em várias cerimônias de premiação e David Yates alcançou sua segunda vitória no Empire Awards, desta vez para Melhor Filme de Fantasia. Ele também obteve outra indicação de Melhor Diretor no Saturn Awards, e viu o filme receber uma indicação de Melhor Filme de Fantasia.

### Harry Potter e as Relíquias da Morte: Parte 2
Harry Potter e as Relíquias da Morte: Parte 2 foi lançado e aclamado pela crítica, ganhando uma mistura de prêmios de público. O filme foi reconhecido no Prêmio Saturno, bem como os Prêmios BAFTA, onde o filme alcançou uma vitória para Melhores Efeitos Visuais.

### Animais Fantásticos e Onde Habitam
Animais Fantásticos e Onde Habitam foi um filme aclamado pelos fãs do mundo todo por se reencontrarem com o universo bruxo e ganhou o prêmio Blockbuster de Final de Ano Favorito no People's Choice Awards, também foi indicado em cinco categorias no Prêmio BAFTA, onde ganhou o prêmio de Melhor Design de Produção, já no Prêmio Saturno, o filme levou o prêmio de Melhor Figurino, no Empire Awards foi onde o filme saiu como um dos grandes vencedores, levando 4 das seis categorias que foi indicado, entre elas Melhor Ator para Eddie Redmayne, Melhor Figurino e Melhor Direção de Arte. Animais Fantásticos e Onde Habitam obteve duas indicações ao Oscar, nas categorias de Melhor Figurino e Melhor Direção de Arte, onde pela primeira vez um filme do Mundo Bruxo de J.K. Rowling levou uma estatueta para casa, vencendo na categoria de Melhor Figurino.

## Bilheteria
Até hoje, a saga Harry Potter é a terceira franquia de maior bilheteria de todos os tempos, com os oito filmes lançados faturando mais de 13,1 bilhões de dólares em todo o mundo. Sem o ajuste para a inflação, isso é maior do que os 26 filmes de James Bond e os seis filmes da franquia Terra-Média (Senhor dos Anéis e Hobbit). A Pedra Filosofal, de Chris Columbus, se tornou a maior bilheteria de Harry Potter em todo o mundo em 2001, mas foi ultrapassada por Relíquias da Morte: Parte 1 e logo depois pela Parte 2, ambas de David Yates. Prisioneiro de Azkaban, de Alfonso Cuarón, foi o filme que menos arrecadou.
| Filme                                         | Data de lançamento nos EUA | Arrecadação             | Arrecadação        | Arrecadação    | Ranking Geral | Ranking Geral | Orçamento     | Ref.          |
| Filme                                         | Data de lançamento nos EUA | Estados Unidos e Canadá | Outros Territórios | Total          | Doméstica     | Mundial       | Orçamento     | Ref.          |
| --------------------------------------------- | -------------------------- | ----------------------- | ------------------ | -------------- | ------------- | ------------- | ------------- | ------------- |
| Pedra Filosofal                               | 16 novembro 2001           | $317 575 550            | $657 179 821       | $975 051 288   | 65            | 38            | $125 Milhões  | [ 38 ]        |
| Câmara Secreta                                | 15 novembro 2002           | $262 233 983            | $616 991 152       | $879 225 135   | 104           | 57            | $100 Milhões  | [ 39 ]        |
| Prisioneiro de Azkaban                        | 31 maio 2004               | $249 759 843            | $547 147 480       | $796 907 323   | 121           | 78            | $130 Milhões  | [ 40 ]        |
| Cálice de Fogo                                | 18 novembro 2005           | $290 201 752            | $606 898 042       | $897 099 794   | 89            | 52            | $150 Milhões  | [ 41 ]        |
| Ordem da Fênix                                | 11 julho 2007              | $292 137 260            | $647 881 191       | $940 018 451   | 85            | 48            | $150 Milhões  | [ 42 ]        |
| Enigma do Príncipe                            | 15 julho 2009              | $302 089 278            | $632 457 290       | $934 546 568   | 77            | 49            | $250 Milhões  | [ 43 ]        |
| Relíquias da Morte: Parte 1                   | 19 novembro 2010           | $296 131 568            | $664 300 000       | $960 431 568   | 80            | 44            | $125 Milhões  | [ 44 ] [ 45 ] |
| Relíquias da Morte: Parte 2                   | 15 julho 2011              | $381 193 157            | $960 500 000       | $1 341 693 157 | 35            | 10            | $125 Milhões  | [ 46 ] [ 47 ] |
| Animais Fantásticos e Onde Habitam            | 18 novembro 2016           | $234 037 575            | $580 000 000       | $814 037 575   | 140           | 75            | $180 Milhões  | [ 48 ]        |
| Animais Fantásticos: Os Crimes de Grindelwald | 16 novembro 2018           | $158 520 703            | $489 200 000       | $647 720 703   | 321           | 127           | $200 Milhões  | [ 49 ]        |
| Total                                         | Total                      | $2 783 880 669          | $6 402 554 976     | $9 186 731 562 | 03            | 03            | $1,535,Bilhão |               |